# Piper vermiculatum
Piper vermiculatum är en pepparväxtart som beskrevs av C. Dc.. Piper vermiculatum ingår i släktet Piper och familjen pepparväxter. Inga underarter finns listade i Catalogue of Life.